# Ронерт Парк (Калифорнија)
Ронерт Парк (енгл. Rohnert Park) град је у америчкој савезној држави Калифорнија. По попису становништва из 2010. у њему је живело 40.971 становника.

## Демографија
Према попису становништва из 2010. у граду је живело 40.971 становника, што је 1.265 (3,0%) становника мање него 2000. године.
| Група             | 2000.          | 2010.          |
| Белци             | 31.266 (74,0%) | 27.141 (66,2%) |
| Афроамериканци    | 833 (2,0%)     | 759 (1,9%)     |
| Азијати           | 2.356 (5,6%)   | 2.144 (5,2%)   |
| Хиспаноамериканци | 5.731 (13,6%)  | 9.068 (22,1%)  |
| Укупно            | 42.236         | 40.971         |